# Rób, co należy
Rób, co należy (ang. Do the Right Thing) – amerykański komediodramat z 1989 roku, wyreżyserowany i napisany przez Spike’a Lee.
W 1999 roku został wprowadzony do Narodowego Rejestru Filmowego Stanów Zjednoczonych jako film „znaczący kulturowo, historycznie bądź estetycznie”.

## Fabuła
Brooklyn, koniec lat 80. Akcja filmu toczy się podczas najgorętszego dnia lata. Większość mieszkańców dzielnicy to Afroamerykanie, ale miejscowa pizzeria należy do Włocha Sala (Danny Aiello), a sklepik do Koreańczyków. Sal jest dumny ze swoich korzeni i z tego, co osiągnął swoją pracą. Nie jest do nikogo uprzedzony, a jego motto brzmi: „Rób, co do ciebie należy, bo nie będzie wtedy kłopotów”. Ale jest problem z Koreańczykami – podnoszą ceny i źle mówią po angielsku. Tak twierdzą czarnoskórzy mieszkańcy. Wszyscy próbują jakoś żyć, ale tego wyjątkowego dnia dochodzi do rasowych spięć.

## Obsada
- Spike Lee – Mookie
- Danny Aiello – Sal
- Ossie Davis – Da Mayor
- Ruby Dee – Matka Siostra
- John Turturro – Pino
- Richard Edson – Vito
- Giancarlo Esposito – Buggin’ Out
- Bill Nunn – Radio Raheem
- Roger Guenveur Smith – Smiley
- Rosie Perez – Tina
- Joie Lee – Jade
- Steve White – Ahmad
- Martin Lawrence – Cee
- Leonard L. Thomas – Punchy
- Christa Rivers – Ella
- Robin Harris – Sweet Dick Willie
- Paul Benjamin – ML
- Frankie Faison – Coconut Sid
- Samuel L. Jackson – Mister Señor Love Daddy
- Steve Park – Sonny
- Ginny Yang – Kim
- Sherwin Park – dziecko Sonny’ego i Kim
- Rick Aiello – oficer Gary Long
- Miguel Sandoval – oficer Mark Ponte
- Richard Parnell Habersham – Eddie Lovell
- Luis Antonio Ramos – Stevie
- Ángel Ramírez Jr., Sixto Ramos, Nelson Vasquez – paczka Steviego
- Frank Vincent – Charlie
- John Savage – Clifton
- Diva Osorio – Carmen
- Shawn Elliott – portorykański lodziarz
- Travell Lee Toulson – Hector

## Produkcja
Film nakręcono w całości w Nowym Jorku w dzielnicy Bedford-Stuyvesant w okręgu Brooklyn.

## Nagrody i nominacje
Oscary za rok 1989
- Najlepszy scenariusz oryginalny – Spike Lee (nominacja)
- Najlepszy aktor drugoplanowy – Danny Aiello (nominacja)

Złote Globy 1989
- Najlepszy dramat (nominacja)
- Najlepsza reżyseria – Spike Lee (nominacja)
- Najlepszy scenariusz – Spike Lee (nominacja)
- Najlepszy aktor drugoplanowy – Danny Aiello (nominacja)